# 리앤더 페이즈
리앤더 페이즈(Leander Adrian Paes, 1973년 6월 17일~)는 인도의 남자 테니스 선수이다. 그는 복식 전문 선수로, 그랜드 슬램 남자 복식에서 8번, 혼합 복식에서 6번 우승했으며 준우승도 수 차례 했다. 그는 그랜드 슬램 대회 최고령 우승의 기록도 갖고 있다.
그는 인도에서 가장 성적이 좋은 테니스 선수 중 한 사람이며, 인도 데이비스 컵 대표팀의 주장을 맡기도 했다. 그는 1996–1997년 라지브 간디 켈 라트나, 1990년 아르주나상, 2001년 파드마 쉬리 등 인도에서 뛰어난 스포츠인에게 수여되는 훈장들을 수 차례 수상하였다. 그는 2012년 오스트레일리아 오픈 남자 복식에서 라덱 스테파넥과 팀을 이루어 우승하면서 복식 커리어 그랜드 슬램을 달성하였다. 그는 인도 하리아나 주의 스포츠 대사이다.